# 2011年泰國水災

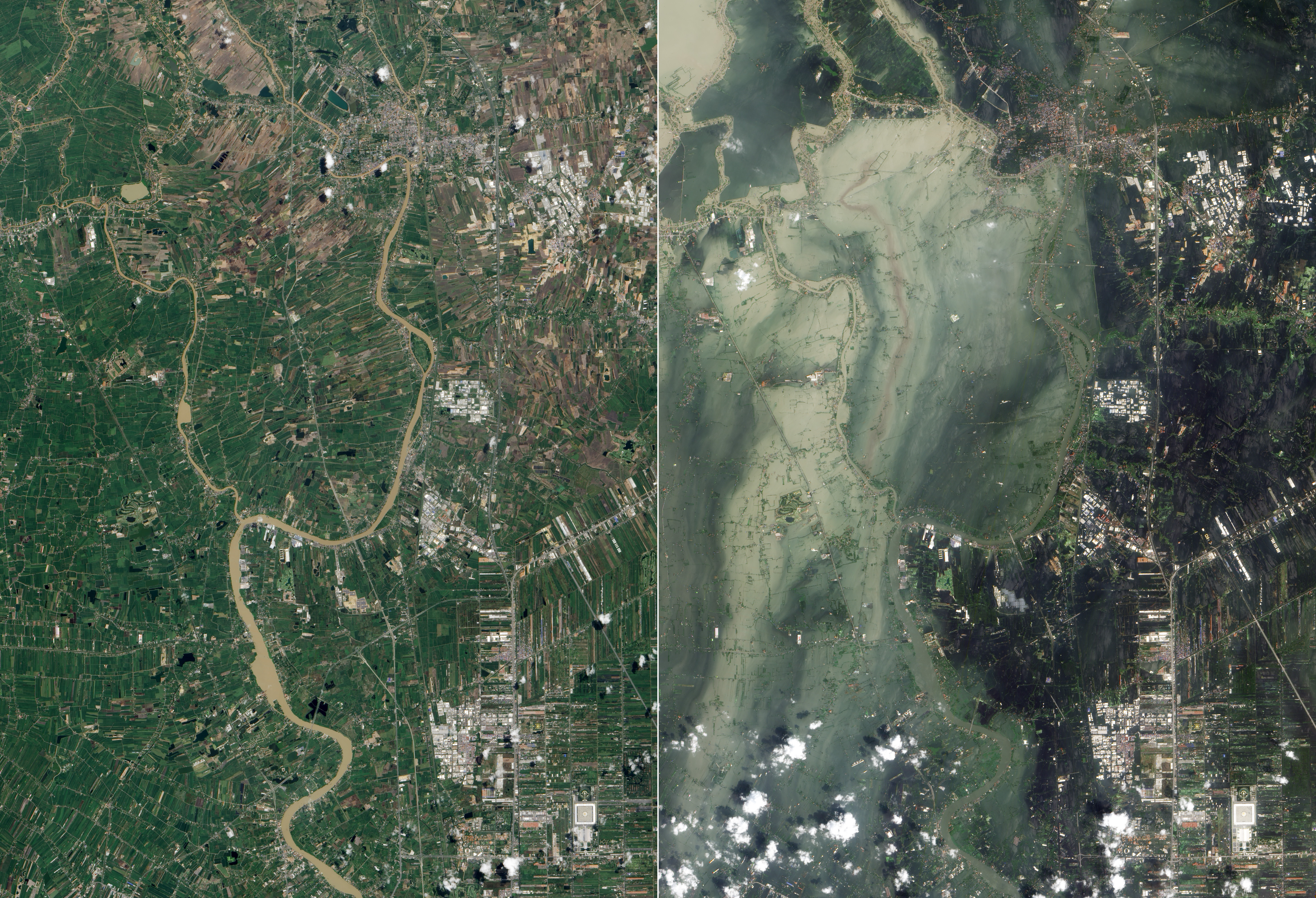
显示这场水灾影响范围的卫星图像，左边和右边的图像分别显示7月和10月的巴吞他尼府。

2011年泰國水災是2011年7月底在泰國南部地區因持續暴雨而引發的洪災，某些地區的降雨量達120厘米（47英寸），至少已造成366人死亡，兩百萬人受洪水影響。洪水預計將對年產值1000億泰銖的泰國蝦出口帶來衝擊。泰國76個府中有50個府受到洪水影響，其中洛坤府災情最為嚴重，鄰近地區也宣布進入緊急狀態。受災土地面積達160,000公頃（400,000英畝），泰國2011年糙米產量恐減少350萬噸。迄今至少5000戶平民和數百名遊客被疏散。當局下令關閉共逾200間工廠，並疏散約2萬工人。泰國央行及政府預期水災將導致1000億泰銖損失，佔全國國內生產總值(GDP)逾1%。泰國政府預估這次重建經費將達33億美元。
曼谷防洪系統見效，多管齊下迅速排洪，首都曼谷避過一劫，災情嚴重的大城府共5個大型工業園區遭洪水泛濫，近20萬名工人受影響。泰國財政部已把本年GDP增長預期從4%調低至3.7%。硬碟大廠威騰（Western Digital）表示泰國水災對該公司營運和本季供貨予客戶的能力造成「重大影響」（硬碟價格上漲近一倍）。東芝（Toshiba）關閉1座硬碟廠，日立（Hitachi）兩座未遭洪水侵襲的廠房則宣布減產。摩根大通估計，以泰國為東南亞生產基地的日本車廠也損失估計逾5億美元，豐田及本田車廠受創最深，淹掉本田全球產量的4.7%。由於洪水淹沒建築物及農田等設施，造成重大經濟損失，被形容為「慢海嘯」。
10月底，水災災情惡化，洪水湧入曼谷北部，內閣召開會議後決定，包括曼谷在內的21個重災區從27日至31日連放5天假，以便民眾躲避水災。